# Campeonato Mundial Feminino de Xadrez de 1993
O Campeonato Mundial Feminino de Xadrez  de 1993 foi a 24ª edição da competição sendo disputada em um match entre a então campeã Xie Jun e a desafiante Nana Ioseliani. A disputa foi realizada no Principado de Mônaco  e Xie Jun manteve o título de campeã mundial.
| Nome      | 01 | 02 | 03 | 04 | 05 | 06 | 07 | 08 | 09 | 10 | 11 | Total |
| Ioseliani | 0  | 0  | =  | 0  | 0  | 1  | 0  | =  | 0  | =  | 0  | 2.5   |
| Xie Jun   | 1  | 1  | =  | 1  | 1  | 0  | 1  | =  | 1  | =  | 1  | 8.5   |